# Arne Blomkvist
Gustav Arne Blomkvist (i riksdagen kallad Blomkvist i Lidköping), Gustav Arne Blomkvist, född 28 november 1914 i Lidköping, död 23 augusti 1980 i Lidköping, var en svensk porslinsarbetare och socialdemokratisk politiker.
Blomkvist var ledamot av andra kammaren 1961–1970, invald i Skaraborgs läns valkrets. Han var också ledamot av den nya enkammarriksdagen från 1971. Arne Blomkvist är begravd på Södra begravningsplatsen i Lidköping.